# Кампо-де-Кариньена

Флаг комарки

Герб

Ка́мпо-де-Каринье́на (исп. Campo de Cariñena, араг. Campo de Carinyena) — историческая область и район (комарка) в Испании, находится в провинции Сарагоса.

## Муниципалитеты
1. Агварон
2. Агилон
3. Аладрен
4. Альфамен
5. Вильянуэва-де-Уэрва
6. Вистабелья-де-Уэрва
7. Кариньена
8. Косуэнда
9. Лонгарес
10. Месалоча
11. Муэль
12. Паниса
13. Тосос
14. Энсинакорба